# Кодромб (гмина)
Кодромб (пол. Kodrąb) — сельская гмина (волость) в Польше, входит как административная единица в Радомщанский повет, Лодзинское воеводство. Население — 4738 человек (на 2004 год).

## Сельские округа
1. Бугай-Дмениньски
2. Антополь
3. Дменин
4. Феликсув
5. Флёрентынув
6. Гославице
7. Юзефув
8. Клизин
9. Кодромб
10. Конрадув
11. Кузница
12. Липовчице
13. Лагевники
14. Жеёвице
15. Смотрышув
16. Видавка
17. Воля-Малёвана
18. Закшев
19. Заполице
20. Женцин

## Прочие поселения
1. Антонюв
2. Барвинек
3. Бугай-Закшевски
4. Дменин-Юзефка
5. Дменин-Владыславув
6. Фраховец
7. Гембартувка
8. Хамборова
9. Клизин-Бжезинки
10. Клизин-Хаба
11. Клизин-Копалины
12. Колёня-Жеёвице
13. Кухары
14. Млыньчиско
15. Мочидла
16. Ольшовец
17. Пшидатки-Дмениньске
18. Рогашин
19. Стефаня
20. Теодорув-Дужы
21. Теодорув-Малы
22. Вулька-Пытовска
23. Заблоце
24. Закшев-Чекай
25. Залесе

## Соседние гмины
1. Гмина Гомунице
2. Гмина Гожковице
3. Гмина Кобеле-Вельке
4. Гмина Масловице
5. Гмина Радомско
6. Радомско